# توماس هاري جونز
توماس هنري "هاري" جونز (21 ديسمبر 1921 - 29 يناير 1965) كان شاعرًا ويلزيًا ومحاضرًا جامعيًا في بريطانيا وأستراليا. ولد في ويلز، وكان يكتب باللغة الإنجليزية.

## سيرته
ولد جونز في كوم كروغاو، بالقرب من لانافان فاور في بريكنوكشاير (باويس)، ويلز.  ولد جونز لأبوين عامل طرق وفتاة خادمة. جده راع أغنام، تنبأ عند ولادته بأن يصبح جونز شاعراً.
درس جونز اللغة الإنجليزية في كلية جامعة ويلز بأبيريستويث. لكن دراسته توقفت في عام 1941 عندما تطوع للبحرية الملكية خلال الحرب العالمية الثانية. خدم جونز حتى عام 1946، وتخرج عام 1947 وحصل على درجة الماجستير في الآدب عام 1949. 
من 1951 إلى 1959 درس في بورتسموث، هامبشاير وخلال هذه الفترة كتب العدو في القلب (1957).
في عام 1959، قبل جونز التعيين كمحاضر (محاضر أول من عام 1962) في اللغة الإنجليزية في جامعة نيوكاسل في نيوكاسل، نيو ساوث ويلز، وهاجر إلى أستراليا. في أستراليا تم نشر أغانيه للأمير المجنون (1960) والوحش عند الباب (1963).
غرق بطريق الخطأ في نيوكاسل في يناير 1965. و لقد نجا بمساعدة زوجته، مادلين سكوت وبناته الثلاث. نُشر كتابه The Color of Cockcrowing بعد وفاته في عام 1966. ظهرت قصائد توماس هاري جونز المجمعة في عام 1977.
كتب جونز الشعر باللغة الإنجليزية بدلاً من الويلزية. على الرغم من أن والده كان يتحدث الويلزية والإنجليزية، إلا أن والدته كانت تتحدث الإنجليزية فقط، وكانت تلك هي اللغة التي اعتمدها هاري وإخوته.

## أعماله
في حياة جونز
العدو في القلب (1957) ، لندن: روبرت هارت ديفيس
أغاني الأمير المجنون (1960) ، لندن: روبرت هارت ديفيس
الوحش عند الباب (1963) ، لندن: روبرت هارت ديفيس
نشرت بعد وفاته
لون الديك (1966) ، لندن: روبرت هارت ديفيس
العدو في القلب (مع أغاني الأمير المجنون ؛ الوحش عند الباب ولون التكدس (1966) ، لندن: فابر وفابر
القصائد المجمعة ل هاري جونز  (1977) ، مطبعة جومر ، ISBN 978-0850884128

## الروابط الخارجية
- BBC: "Powys Literary Links - T. Harri Jones"

- Wales: "Powys County Archives Service – Jones, T. Harri, exhibition items
- Australian Dictionary of Biography: Biography of Thomas Henry Jones